# Мелекесское сельское поселение
Мелекесское сельское поселение — муниципальное образование в Тукаевском районе Татарстана.
В состав сельского поселения входят село Мелекес (административный центр), деревня Старые Ерыклы, деревни Новые Ерыклы, Калинино, Куаклы.
Расположено на юго-западе от г. Набережные Челны.

## Население
| 2010  | 2011  | 2012  | 2013  | 2014  | 2015  | 2016  |
| ----- | ----- | ----- | ----- | ----- | ----- | ----- |
| 2221  | ↗2225 | ↗2320 | ↗2421 | ↗2525 | ↗2611 | ↗2721 |
| 2017  | 2018  |       |       |       |       |       |
| ↗2806 | ↗2844 |       |       |       |       |       |

Национальный состав: русские, татары, башкиры, таджики, чуваши, украинцы, азербайджанцы, белорусы, узбеки.